# Александро-Невский собор (разрушенный, Мелитополь)
Собор святого благоверного князя Александра Невского — утраченный православный храм в Мелитополе. Был построен в 1861 году, перестроен в 1899-м в русском стиле. В середине 1930-х здание собора было разрушено, позже на его фундаменте построен крытый павильон Центрального рынка.

## История

### Российская империя: Строительство собора
Собор Александра Невского был освящён в 1861 году. По документам 1865 года собор выглядел весьма скромно, представляя собой каменное здание с деревянным куполом, каменной оградой с деревянными решётками и домиком для сторожей. Собор не имел колокольни, и колокола висели на столбах. Соборный причт состоял из шести человек. Каменная колокольня собора была построена только в 1867 году.
В 1891 году собор по-прежнему был каменным с деревянным куполом. Место, отведённое под постройку церковных домов, пустовало и иногда арендовалось под ссыпку зернового хлеба за плату в пользу церкви. Пахотная земля, закреплённая за церковью, сдавалась в аренду крестьянам села Кизияр. Всего в 1891 году собор владел 131 десятиной земли. В октябре 1891 года в Мелитополе был открыт комитет для сбора пожертвований в пользу голодающих под председательством настоятеля собора. Церковная библиотека в 1891 году состояла из 380 томов и 112 названий.

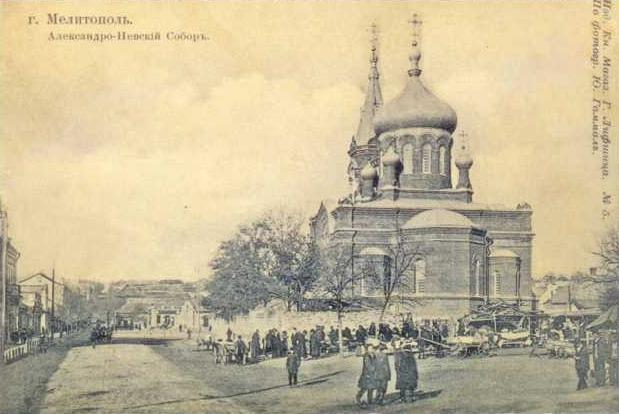
Собор в 1911 году

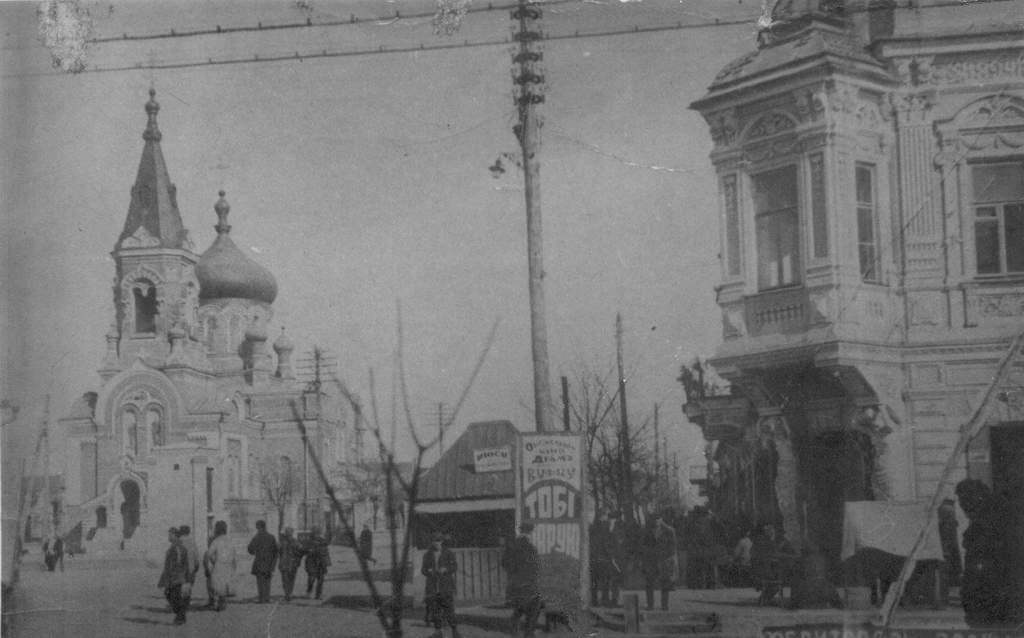
Вид на собор и соборную площадь

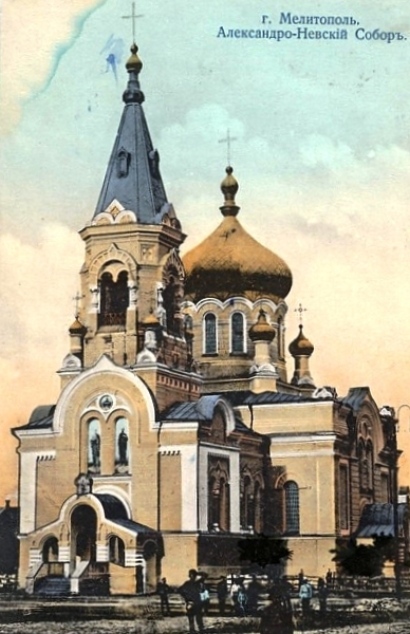
Собор на старой открытке

В 1899 году было построено новое здание собора.

В настоящее время в Мелитополе заканчивается постройка прекрасного здания — Собора.
— П. К. Дзякович. «Очерк города Мелитополя и его уезда в географическом отношении»
На колокольне собора висели колокола, отлитые из бронзы с добавлением серебра. Их звон был слышен по всему городу.
В 1904 году на церковные средства были возведены дома для причта, в 1907 году построен «дом для народных чтений». В 1910 году на средства мелитопольского купца Ивана Матвеевича Чередниченко на территории церкви был построен «дом для религиозно-нравственных чтений».

### Советский Союз: Разрушение собора
Какое-то время после революции собор продолжал играть заметную роль в жизни города. Так, в июне 1923 года в соборе прошёл съезд, в котором приняли участие 300 человек духовенства и мирян. Но уже в конце 20-х — начале 30-х годов советская власть развернула более активную антирелигиозную кампанию. В Мелитополе организовывались собрания трудовых коллективов, на которых производился сбор подписей под решением о снятии колоколов с собора и передаче его здания под культурно-просветительное учреждение. Этим дело не ограничилось, и в середине 30-х годов, в безбожную пятилетку, собор был разрушен. То, как начиналось разрушение храма, описано Д. И. Гордоном:

Как обычно, возле церкви толпилась масса народу. Среди них было много нищих, которые сидели на паперти. А в этот день милиция почему-то оттесняла толпу на тротуар, к зданию городской типографии по ул. Карла Маркса.
Вокруг церкви сновали какие-то люди, одетые в спецовки, с длинными веревками и бревнами в руках. По каким-то лестницам они с двух сторон взбирались на церковь. Я задрал голову вверх. Рабочие в спецовках доползли до звонницы и начали обматывать колокола веревками. Нас же оттесняли все дальше к типографии.
Вдруг большой колокол, поддетый бревнами, которые толкали и раскачивали рабочие, вначале наклонился, зашатался, словно раздумывая, падать ли ему, медленно наклонился, а затем враз рухнул на землю. Толпа отпрянула ещё дальше, застонала, заорала. Многие крестились.
Вслед за колоколами принялись рушить саму церковь. Кто и когда разобрал её до основания — не знаю. Но прошло не так уж много времени, и от церкви и следа не осталось. Вроде бы её никогда и не было.
— Давид Ильич Гордон. «Это было в Мелитополе»
Позже изящная кованая ограда собора была использована для ограждения городского парка. Предварительно из неё вырубили кресты.

### Современность
На фундаменте собора был построен крытый павильон Центрального рынка. В здании «дома для народных чтений» теперь расположены кассы Автостанции № 2.
В 1941 году в бывшей армяно-григорианской церкви, находящийся на 300 метров севернее разрушенного собора, был открыт православный собор, также названный именем Александра Невского. В настоящее время он является главным храмом Мелитополя и одним из двух кафедральных соборов Запорожской и Мелитопольской епархии.

## Планы по восстановлению
В 2013 году мелитопольский предприниматель Евгений Куценко заявил о намерении восстановить собор на прежнем месте. Филарет, патриарх Украинской православной церкви Киевского патриархата, благословил инициативу и подарил для будущего храма икону Николая Чудотворца. Восстановленный собор планируется назвать в честь Николая Чудотворца, так как в честь Александра Невского в Мелитополе уже назван другой собор.